# ジョヴァンニ・マリア・アルトゥージ

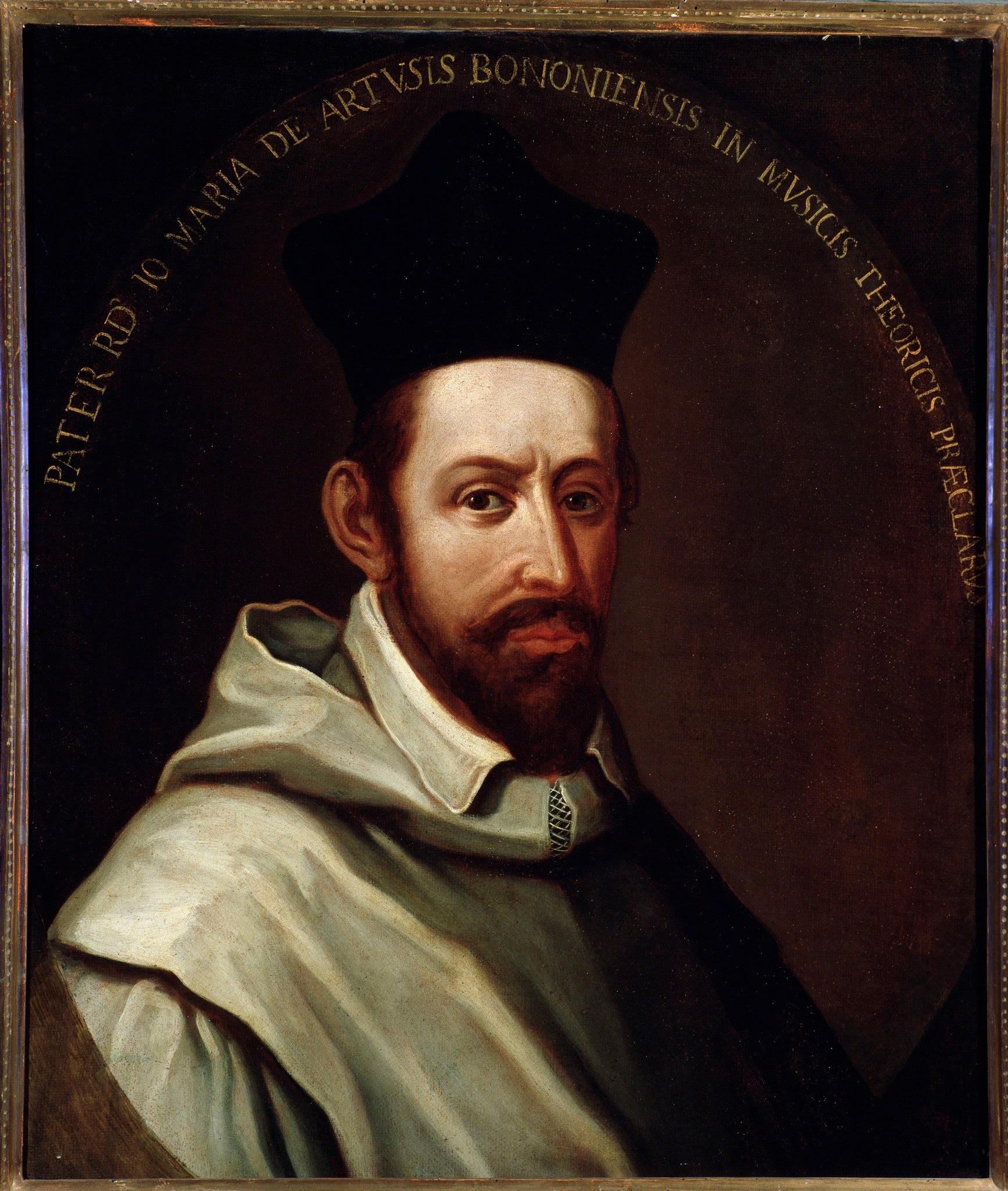
ジョヴァンニ・マリア・アルトゥージ

ジョヴァンニ・マリア・アルトゥージ（Giovanni Maria Artusi, 1540年ごろ - 1613年8月18日）は、16世紀末に活躍したイタリア・ボローニャの音楽理論家・作家・作曲家。
保守派の論客の一人として音楽史上に名を残し、こんにち初期バロック音楽の技術刷新と呼ばれる17世紀初頭の新しい展開を、烈火のごとく罵倒した。ボローニャの聖救世主教会の聖職者や学者としても著名であり、恩師ツァルリーノの教説を完全に遵守した。1581年にヴィンチェンツォ・ガリレイが最初にツァルリーノを攻撃した際、恩師と、ツァルリーノに代表される伝統的な技法を擁護せねばとアルトゥージは考えた。
アルトゥージの活動で（そしておそらく音楽評論の歴史を通じて）最も有名な逸話は、1600年と1603年の出来事である。このときアルトゥージは、当初は名指しすることを避けた「ある作曲家」の「生硬さ」や「放埓」を非難した。その作曲家とは、モンテヴェルディのことだった。モンテヴェルディは1605年の『マドリガーレ集 第5巻』の序文において反論し、同時代の音楽習慣を二つの流れに分けて論じている。すなわち「第一作法 prima pratica」と「第二作法 seconda pratica」のことである。第一作法は、16世紀の理想的なポリフォニー音楽のことであり、流れるような旋律線と、予備のある不協和音、声部間の対等性が特徴的であった。対する第二作法は、モノディや伴奏つきレチタティーヴォといった新しい様式のことであり、ソプラノとバスに力点が置かれ、そのうえ機能和声の意識の始まりも見出される。
アルトゥージの音楽理論に対する主要な貢献は、対位法における不協和音に関する著書である。アルトゥージは、多声音楽においてはむしろ不協和な響きになりやすいことを認めており、たとえば音画技法を引き合いにして、不協和音の根拠や効用を数え上げている。皮肉にも、「第2技法」によるモンテヴェルディの作品は、少なくとも概念においては、アルトゥージの著作とほとんど一致している。モンテヴェルディ作品とアルトゥージ理論は、多声の意義や、旋律形成における音程に相違点があったのである。
アルトゥージの作品は数少なく、それも保守的な様式によったものばかりである。『4声のためのカンツォネッタ集』（ヴェネツィア刊1598年）と、8声のための《カンターテ・ドミノ》（1599年）がある。